# Joyeux Noël, Drake et Josh
Pour plus de détails, voir Fiche technique et Distribution.
Joyeux Noël, Drake et Josh (Merry Christmas : Drake and Josh) est un téléfilm américain de Michael Grossman, adapté de la série à succès Drake et Josh, diffusé pour la première fois le 5 décembre 2008 sur la chaîne Nickelodeon. En France, il est diffusé pour la première fois le 24 décembre 2009 sur Nickelodeon .

## Synopsis
Alors que leurs parents sont en vacances, Drake & Josh organisent une fête sur le toit du Première. Josh appelle la police qui l'arrête par erreur. Pendant ce temps, Drake, ayant fait une promesse à Mary Alice, fait évader Josh. Les deux frères sont arrêtés et ils sont obligés de faire passer un merveilleux Noël à la famille de Mary Alice, ou ils retourneront en prison. Cependant, l'officier Gilbert est prêt à tout pour gâcher le Noël des Johansson...

## Chansons
- Jingle Bells par Drake Bell
- 12 Days of Christmas par Drake Bell
- Christmas Wrapping  par Miranda Cosgrove

## Réception
Le film a accueilli 8,09 millions de téléspectateurs lors de sa première le 5 décembre 2008. Le téléfilm fut le 4e plus regardé sur tous les réseaux câblés américains confondus après High School Musical 2, Les Sorciers de Waverly Place, le film et Camp Rock, tous produits par Disney Channel, leur principal concurrent.

## À propos
Contrairement à ses deux téléfilms précédents, celui-ci est un film à part entière tandis que les deux autres étaient séparés en trois épisodes. En outre, le film fut tourné en Haute-Définition (HD).

### Acteurs
| Personnage               | Acteur/Actrice                            |
| ------------------------ | ----------------------------------------- |
| Drake Parker             | Drake Bell (VF : Alexandre Nguyen)        |
| Josh Nichols             | Josh Peck (VF : Vincent de Boüard)        |
| Megan Parker             | Miranda Cosgrove (VF : Florine Orphelin)  |
| Audrey Parker            | Nancy Sullivan (VF : Catherine Favier)    |
| Walter Nichols           | Jonathan Goldstein (VF : Sylvain Lemarié) |
| Mindy Crenshaw           | Allison Scagliotti-Smith                  |
| Eric Blonnowitz          | Scott Halberstadt                         |
| Craig Ramirez            | Alec Medlock                              |
| Helen                    | Yvette Nicole Brown                       |
| Crazy Steve              | Jerry Trainor                             |
| Mrs. Hayfer              | Julia Duffy                               |
| Gavin                    | Jake Farrow                               |
| Mary Alice Johansson     | Bailee Madison                            |
| Luke                     | Devon Graye                               |
| Lily                     | Cosette Goldstein                         |
| Violet                   | Camille Goldstein                         |
| Trey                     | Ryan Breslin                              |
| Zigfee                   | David Gore                                |
| Judge Newman             | Henry Winkler                             |
| Officer Perry J. Gilbert | David Pressman                            |
| Bludge                   | Kimbo Slice                               |